# Cheryl Bentyne
Cheryl Bentyne (ʃɛɹ̠əl bɛntiːn) est une chanteuse américaine de smooth jazz et de jazz née le 17 janvier 1954 à Mount Vernon, dans l'État de Washington aux États-Unis.
Connue comme membre de longue date du groupe vocal Manhattan Transfer, la chanteuse est largement reconnue pour sa voix très puissante, sa vaste gamme et sa présence dynamique sur scène.
Depuis qu'elle a rejoint Manhattan Transfer, Cheryl Bentyne a reçu neuf Grammy Awards.

## Enfance et formation
Cheryl Bentyne naît le 17 janvier 1954 à Mount Vernon, au nord de Seattle dans l'État de Washington.
Elle grandit dans cette petite ville rurale où son père est clarinettiste dans un groupe de style Dixieland et swing,,. Elle commence à prendre des leçons de piano, à l'école primaire et à partir de 13 ou 14 ans, elle chante avec le groupe de son père,.
Après avoir été diplômée du lycée de Mount Vernon, elle s'inscrit au collège de Skagit Valley et étudie la musique et le théâtre.

## Carrière

### The New Deal Rhythm Band
Bentyne déménage à Seattle au milieu des années 1970 et chante pendant quatre ans avec le groupe de swing The New Deal Rhythm Band de John Holte. Leur répertoire comprend quelques morceaux d'un quatuor vocal new-yorkais alors en plein essor, le Manhattan Transfer, et son petit ami de l'époque, Gary McKaig, le tromboniste du groupe New Deal Rhythm Band, lui donne le premier album de Manhattan Transfer en lui disant « You're not going to believe this » : « Je n'avais jamais entendu quelque chose comme ça, quatre jeunes gens chantant une harmonie à quatre voix... Ça m'a rendu dingue ».

### The Manhattan Transfer

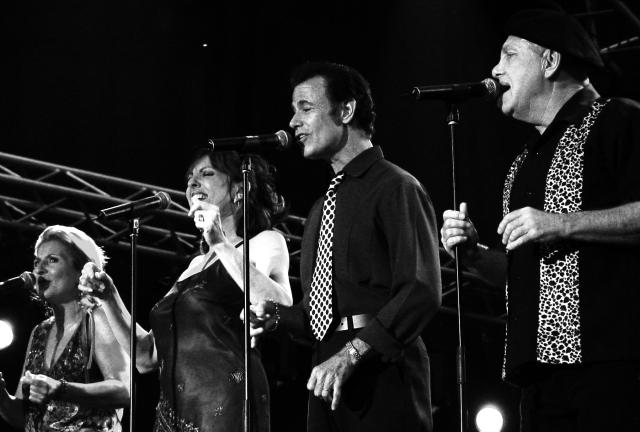
The Manhattan Transfer.
De gauche à droite : Janis Siegel, Cheryl Bentyne, Alan Paul et Tim Hauser.

Après quatre ans à Seattle, Cheryl Bentyne déménage à Los Angeles. Cela ne marche pas fort et, alors qu'elle vient de décider de partir pour New York au début de 1979, son manager Linda Friedman entend parler d'une audition pour le poste de soprano devenu vacant dans le Manhattan Transfer, récemment installé en Californie,.
Cheryl Bentyne gagne cette audition et devient donc la soprano,,, du quatuor Manhattan Transfer en 1979 pour remplacer la chanteuse Laurel Massé, blessée à la mâchoire, à la cheville et au poignet dans un accident de voiture presque fatal et obligée de passer deux ans en convalescence,,,,,.
Bentyne fait ses débuts avec le groupe la même année sur leur cinquième album studio, Extensions, un album qui comprend une version chantée de la chanson Birdland du groupe de jazz fusion Weather Report, qui remporte le Grammy Award de la meilleure interprétation de jazz fusion (Grammy Award for Best Jazz Fusion Performance) et vaut à la chanteuse Janis Siegel le Grammy Award du meilleur arrangement vocal (Grammy for Best Vocal Arrangement),,,.
La carrière de Cheryl Bentyne avec le Manhattan Transfer couvre plus de 40 ans et plus d'une vingtaine d'albums. Elle remporte dix Grammy Awards collectifs dans les catégories pop, jazz et R&B avec le Manhattan Transfer, dont des récompenses pour son arrangement de Another Night in Tunisia avec Bobby McFerrin et pour l'écriture de la chanson Sassy pour l'album The Offbeat of Avenues.

### Carrière solo

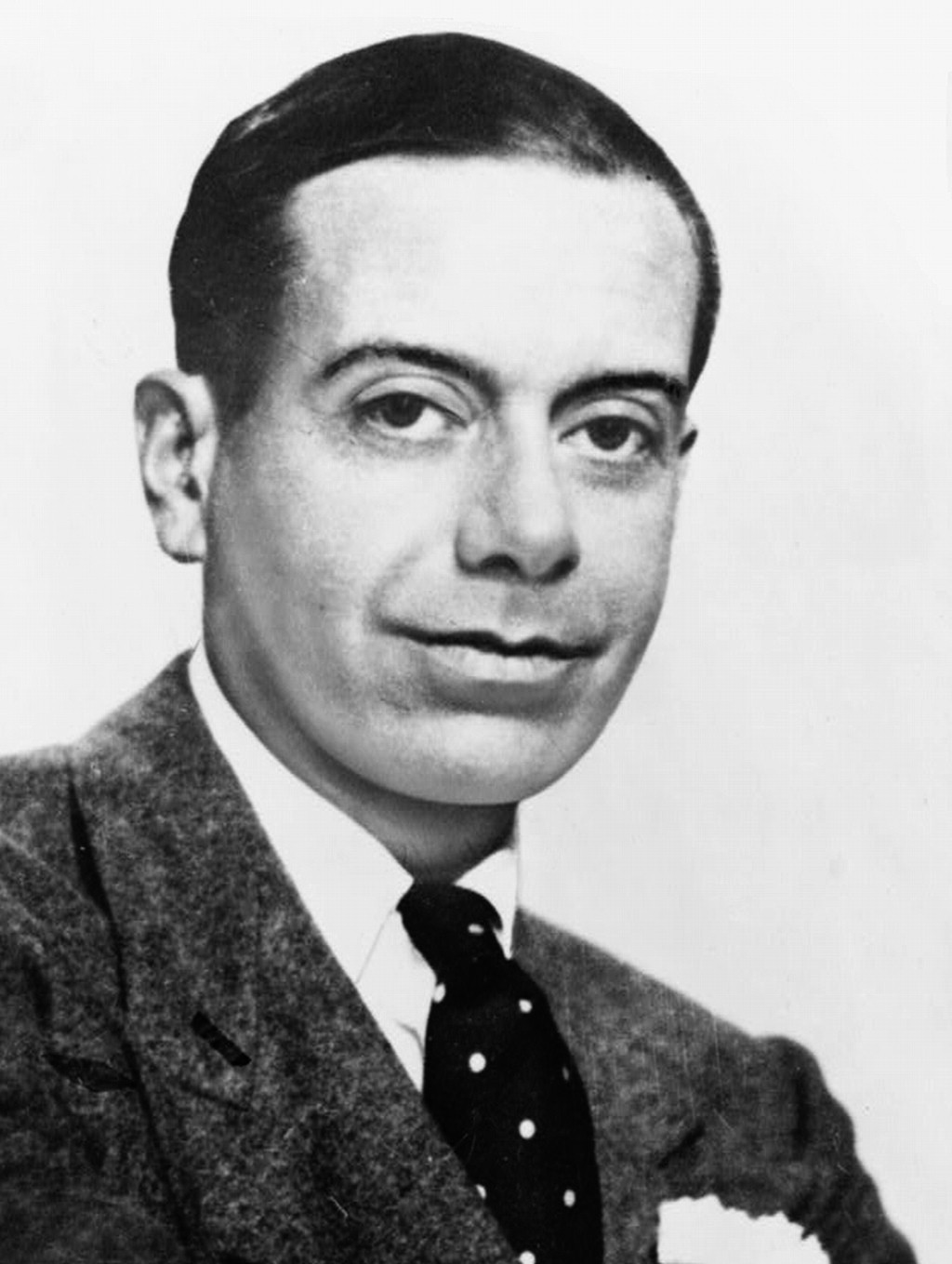
Cole Porter.

En 1992, Cheryl Bentyne commence sa carrière d'enregistrement en tant que soliste.
Son premier album solo, Something Cool, sorti cette année-là, est un disque d'hommage à la chanteuse cool jazz June Christy produit par le trompettiste Mark Isham,.
Cheryl Bentyne oriente ensuite sa carrière solo vers un répertoire purement jazz avec Dreaming of Mister Porter en 2000 (un hommage au compositeur Cole Porter), Talk of the Town en 2003, Lights Still Burn en 2004, Let Me Off Uptown en 2005 (un hommage à la chanteuse bebop Anita O'Day), Book of Love en 2006, The Cole Porter Songbook en 2009 et The Gershwin Songbook en 2011.

### Maladie et retour à la musique
Cheryl Bentyne quitte la musique en 2012 pour cause de maladie : elle subit une ablation de la rate et on lui diagnostique un lymphome de Hodgkin qui lui impose de rester sur la touche une grande partie de l'année,. Elle écrira plus tard quelques chansons sur son expérience du cancer.
Margaret Dorn la remplace dans The Manhattan Transfer. Moins d'un an plus tard, un médecin lui a dit qu'elle n'a plus de cancer et elle recommence à chanter.
En 2013, elle est la narratrice d'une version audio du livre à succès Little Girl Blue, une biographie de la chanteuse Karen Carpenter (du duo musical The Carpenters, actif durant les années 1970 et 1980).
En 2014, elle est juge et coach pour la Songbook Academy, un programme d'été pour les lycéens animé par la Great American Songbook Foundation fondée par Michael Feinstein,.

## Prix et distinctions
- Grammy Award for Best Jazz Fusion Performance, Vocal or Instrumental, Birdland (de l'album Extensions), The Manhattan Transfer, 1980; Until I Met You (Corner Pocket) (de l'album Mecca for Moderns), The Manhattan Transfer, 1981 ;
- Grammy Award for Best Jazz Vocal Performance, Duo or Group, Route 66 (du soundtrack Sharkey's Machine), The Manhattan Transfer, 1982; "Why Not!" (de Bodies and Souls), The Manhattan Transfer, 1983; Vocalese, The Manhattan Transfer, 1985 ;
- Grammy Award for Best Pop Performance by a Duo or Group, Brasil; The Manhattan Transfer, 1987; The Boy from New York City (de l'album Mecca for Moderns), The Manhattan Transfer, 1981 ;
- Grammy Award for Best Arrangement for Voices, Another Night in Tunisia (de l'album Vocalese), Cheryl Bentyne and Bobby McFerrin, arrangements, 1985 ;
- Grammy Award for Best Contemporary Jazz Performance, "Sassy" (de l'album The Offbeat of Avenues), The Manhattan Transfer, 1992 ;
- Doctorat honorifique de Musique du Berklee College of Music, 1993 ;
- Golden Disc Award, Swing Journal: Talk of the Town, 2003; Waltz for Debby, 2004; Songs of Our Time, 2008[4].

## Discographie

### Discographie solo
- 1992 : Something Cool (Columbia)
- 2000 : Dreaming of Mister Porter
- 2002 : Talk of the Town (Paddle Wheel Records, filiale du label japonais King Records)
- 2003 : The Lights Still Burn (Paddle Wheel)
- 2003 : Moonlight Serenade (label japonais King Records)[4]
- 2003 : Among Friends (DVD Aix Entertainment)
- 2004 : Cheryl Bentyne Sings Waltz for Debby (Paddle Wheel)
- 2005 : Let Me Off Uptown (Telarc)
- 2006 : The Book of Love (Telarc)
- 2008 : Songs of Our Time (Paddle Wheel)
- 2009 : The Cole Porter Songbook (Paddle Wheel)
- 2009 : The Gershwin Songbook (ArtistShare, label à financement participatif[16])
- 2012 : Let's Misbehave: The Cole Porter Songbook (Summit Records, édition américaine de l'album de 2009 sorti sur le label japonais Paddle Wheel)[4]
- 2016 : Lost Love Songs (Summit Records, compilation de trois autres CD inédits aux États-Unis)[4]
- 2017 : ReArrangements of Shadows, the Music of Stephen Sondheim (ArtistShare)

### Avec The Manhattan Transfer
- 1979 : Extensions (Atlantic)
- 1981 : Mecca For Moderns (Atlantic)
- 1981 : The Best Of The Manhattan Transfer (Atlantic)
- 1983 : Bodies And Souls (Atlantic)
- 1985 : Bop Doo-Wopp (Atlantic)
- 1985 : Vocalese (Atlantic)
- 1987 : Live M.T (Atlantic)
- 1987 : Brasil (Atlantic)
- 1992 : The Offbeat Of Avenues (Columbia)
- 1992 : Anthology : Down In Birdland (Rhino)
- 1992 : The Christmas Album (Columbia)
- 1994 : The Very Best Of, The Manhattan Transfer (Rhino)
- 1994 : The Manhattan Transfer Meets Tubby The Tuba (Summit Records)
- 1995 : Tonin' (Atlantic)
- 1996 : Man Tora! Live In Tokyo (Rhino)
- 1997 : Swing (Atlantic)
- 1997 : Boy From New York And Other Hits (Flashback)
- 2000 : The Spirit Of St. Louis (Atlantic)
- 2003 : Couldn't Be Hotter (Telarc)
- 2004 : Vibrate (Telarc)
- 2004 : An A cappella Christmas Album (King Records)
- 2006 : The Symphony Session (Warner)
- 2009 : The Chick Corea Songbook (Four Quarters Entertainment)
- 2018 : The Junction (BMG)

### Avec Rob Wasserman
- 1988 : Duets (MCA records)[17]

### Avec Stanley Clarke
- 2010 : The Stanley Clarke Band (label Heads Up International)[18]

### Avec Mark Winkler
- 2013 : West Coast Cool (Summit Records)[5],[19]
- 2018 : Eastern Standard Time (Café Pacific)[20]